# Cataphrodisium latemaculatum
Cataphrodisium latemaculatum é uma espécie de coleóptero da tribo Callichromatini (Cerambycinae), com ocorrência apenas na China.

## Sistemática
- Ordem Coleoptera
  - Subordem Polyphaga
    - Infraordem Cucujiformia
      - Superfamília Chrysomeloidea
        - Família Cerambycidae
          - Subfamília Cerambycinae
            - Tribo Callichromatini
              - Gênero Cataphrodisium
                - Cataphrodisium latemaculatum (Pic, 1902)